# Chorisoneura bradleyi
Chorisoneura bradleyi es una especie de cucaracha del género Chorisoneura, familia Ectobiidae. Fue descrita científicamente por Hebard en 1933.
Habita en Panamá.